# Téké du centre
Le téké du centre, aussi appelé téké central, téké des Plateaux, eboo-nzikou ou boma-nzikou, est une langue bantoue parlée en république du Congo et en république démocratique du Congo. On distingue parfois le téké-eboo, aussi appelé téké-aboma, boma, boõ, parlé par environ 41 000 locuteurs en république du Congo et 41 000 locuteurs en république démocratique du Congo et le téké-nzikou, aussi appelé nzikou, njyunjyu, ndzindziu, parlé par 137 000 locuteurs en république du Congo et 42 000 locuteurs en république démocratique du Congo.

## Écriture
| a  | b  | bv | dz | e | ɛ | f | i | ɨ  | k | l | m  | mb | mf | mp | mv | n | nd | ng | nk |
| ns | nt | ny | nz | ŋ | o | ɔ | p | pf | r | s | sh | t  | ts | u  | ʉ  | w | y  | yw |    |

Toutes les voyelles peuvent être nasalisées, celles-ci sont représentées en ajoutant le tilde au dessus de la lettre : ‹ ã ẽ ɛ̃ ĩ ɨ̃ õ ɔ̃ ũ ʉ̃ ›.